# Nikolo-Poloma (possiolok)
Nikolo-Poloma (en russe : Нико́ло-Поло́ма) est un possiolok du raïon de Parfenievo, dans l'obalst de Kostroma, dans la partie européenne de la Russie. Sa population s'élevait à 1 368 habitants en 2021.   

## Géographie
Le possiolok de Nikolo-Poloma se situe dans l'obalst de Kostroma, dans le nord-ouest de la partie européenne de la Russie. Il fait ainsi partie du district fédéral central, et le village se situe dans le raïon de Parfenievo dans le centre de l'oblast, qui compte en tout 109 localités. Le possiolok  se trouve à 17 km au sud de Parfenievo, le centre administratif du raïon, et à 190 km au nord-est de Kostroma, la capitale de l'oblast. 
Le possiolok est situé sur la route nord du Transsibérien, sur les rives de la rivière Nozma. Nikolo-Poloma, comme tout l'oblast de Kostroma, est située dans le fuseau horaire MSK (heure de Moscou). Le décalage horaire appliqué par rapport au temps universel coordonné est +03:00.

## Histoire
Le possiolok a été fondé en 1900 lors de la construction du chemin de fer Saint-Pétersbourg  - Viatka, à la gare de Nikolo-Poloma, qui tire son nom du village du même nom, situé à 5 kilomètres. La circulation ferroviaire a été ouverte en 190 . À la gare, la gare et le château d'eau datant de l'époque de la construction de la route ont été conservés jusqu'à ce jour  Il y a un mémorial à la mémoire des soldats tombés pendant la Seconde Guerre mondiale près de la gare. En 1999 - 2002, l'église Saint-Nicolas-le-Thaumaturge a été construite dans le village.

## Démographie
Recensements (*) et estimations de la population,,,:
| 2002* | 2008  | 2010* | 2014  |
| ----- | ----- | ----- | ----- |
| 1 709 | 1 711 | 1 454 | 1 641 |

| 2021* | - | - | - |
| ----- | - | - | - |
| 1 368 | - | - | - |

En 2002, sur les 1709 habitants, il y avait 94 % de Russes.

## Économie
La base de l'économie du possiolok est le transport ferroviaire et l'exploitation forestière.

## Transports
Le possiolok possède la gare Nikolo-Poloma, où passe des trains du transsibérien, et qui reçoit quotidiennement deux paires de trains de banlieue (vers Bouï et Charia). De nombreux trains longue distance s'y arrêtent également. Le possiolok est de plus relié par un service de bus quotidien au village de Parfenievo.

## Culture locale et patrimoine
Nikolo-Poloma possède depuis 2002 l'église Saint-Nicolas-le-Thaumaturge. Sinon, il y a la gare de Nikolo-Poloma qui est candidat à la protection, ainsi que le château d'eau de la gare, aussi candidat à la protection.

## Galerie

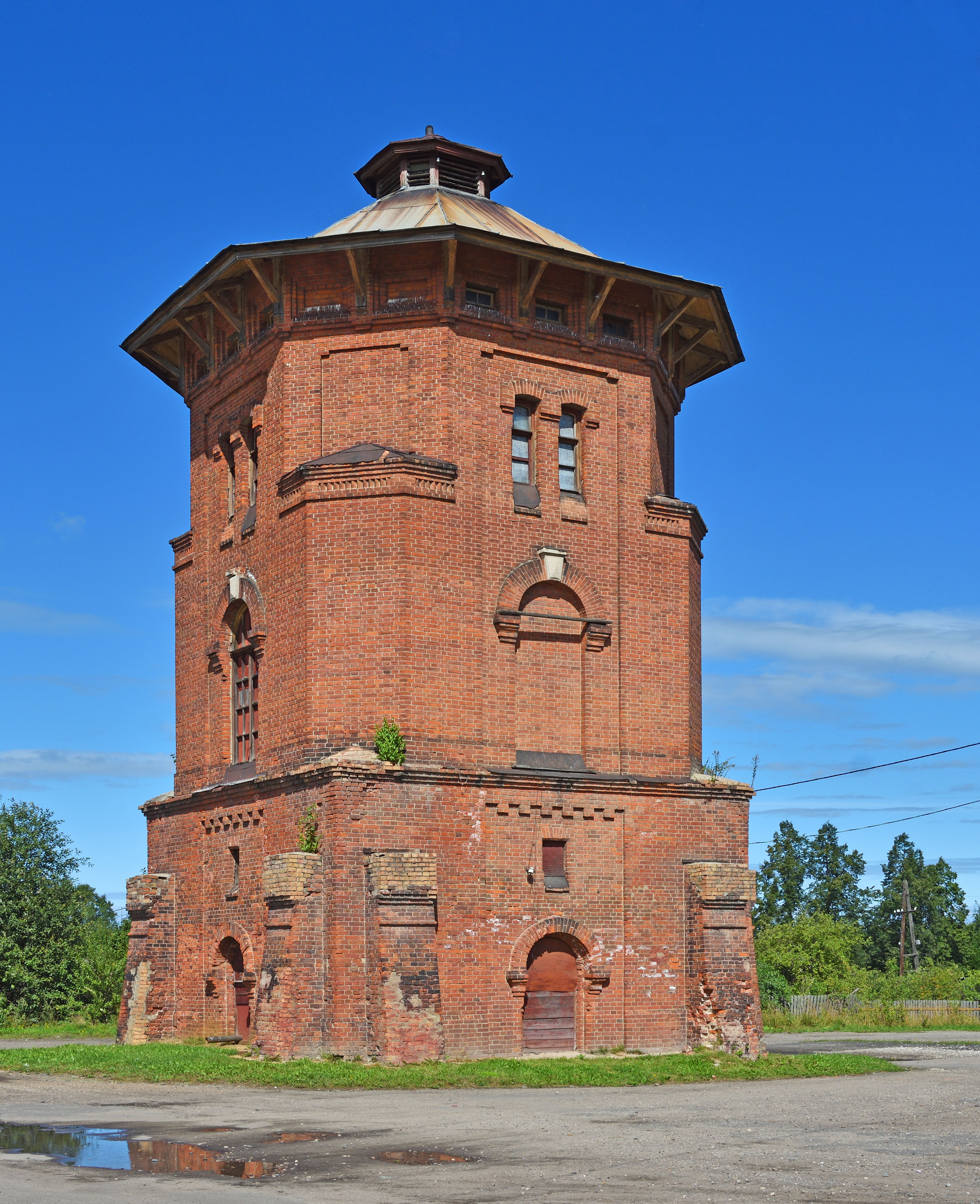
Château d'eau.
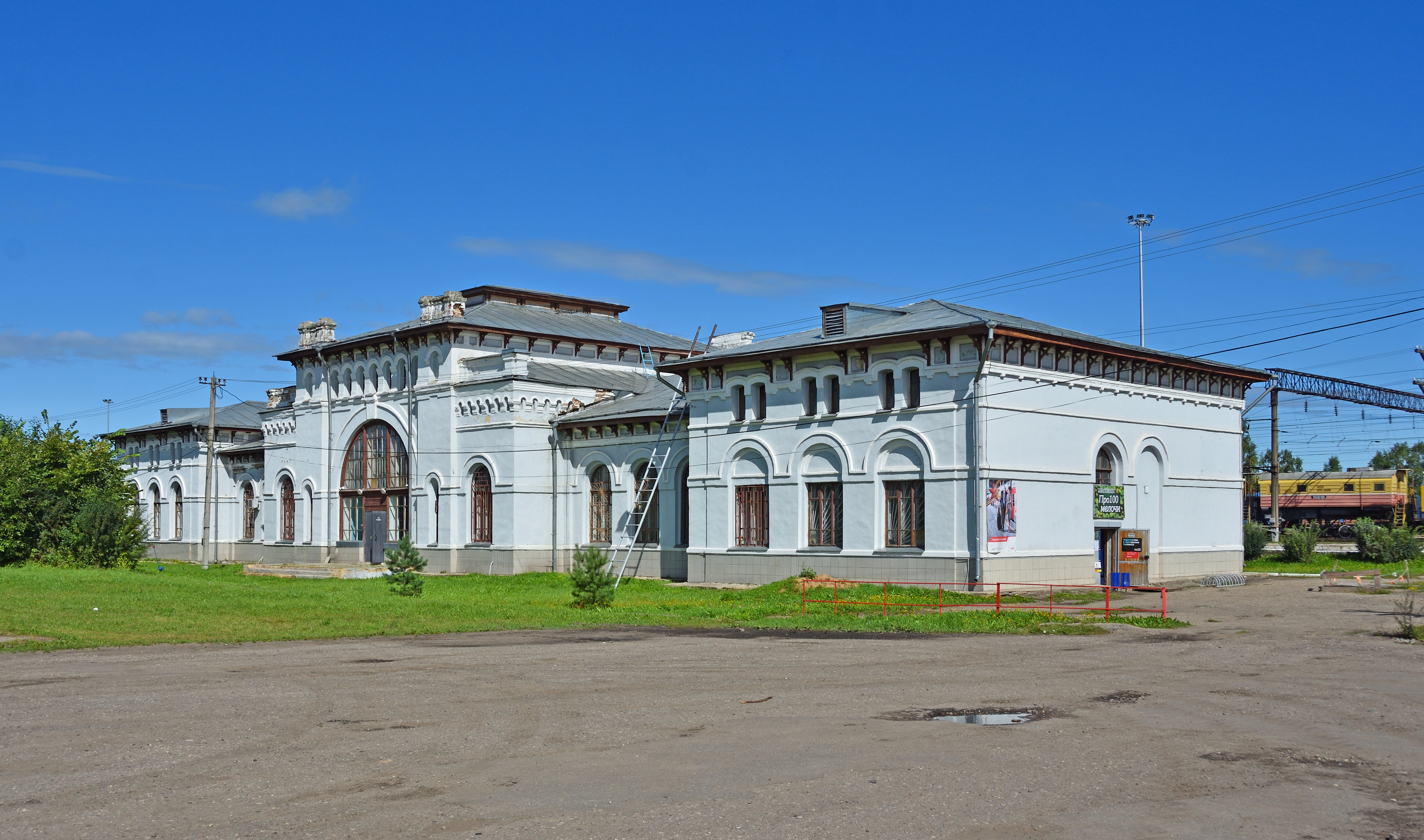
Gare de Nikolo-Poloma.
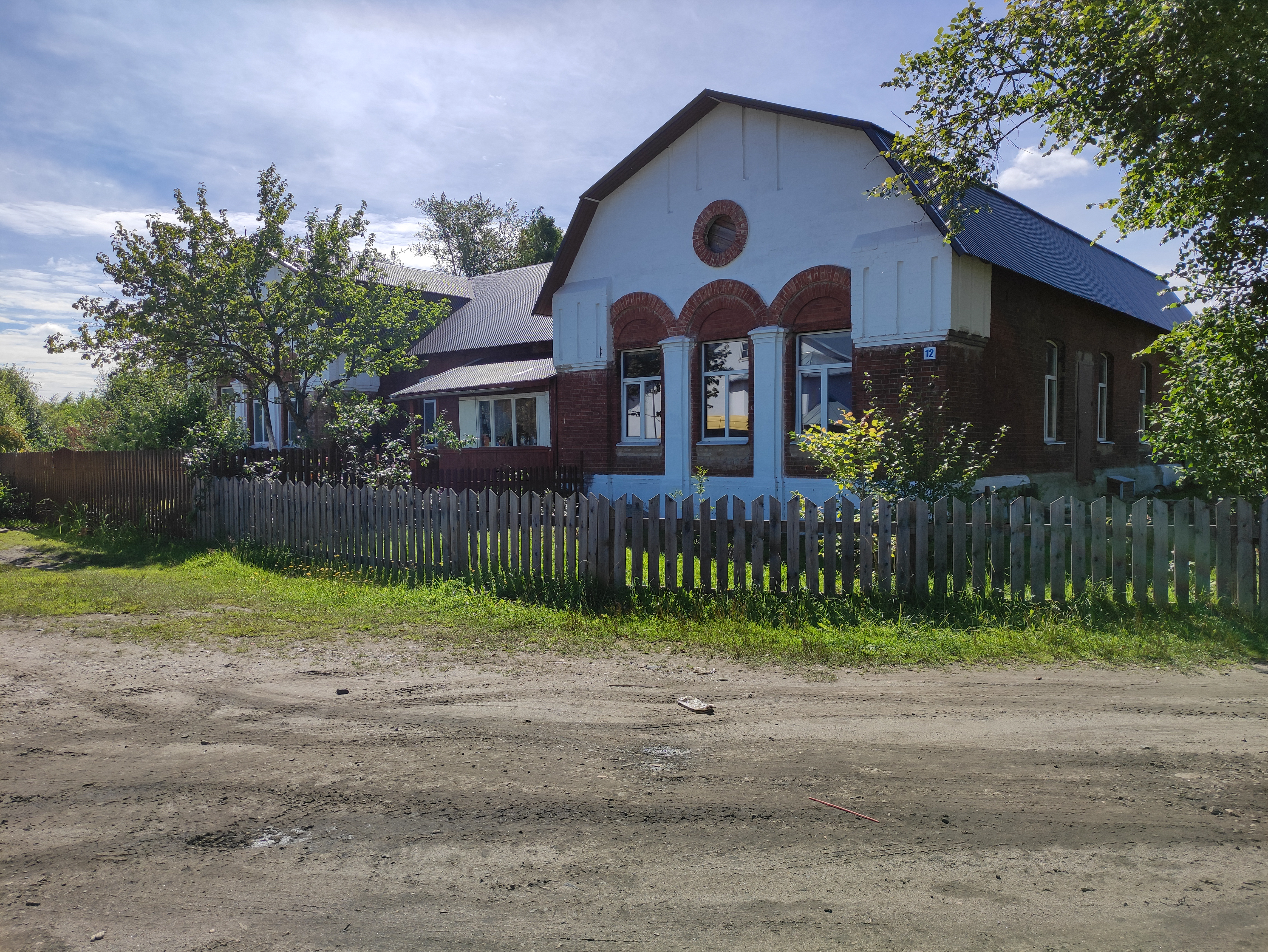
Maison dans le village.
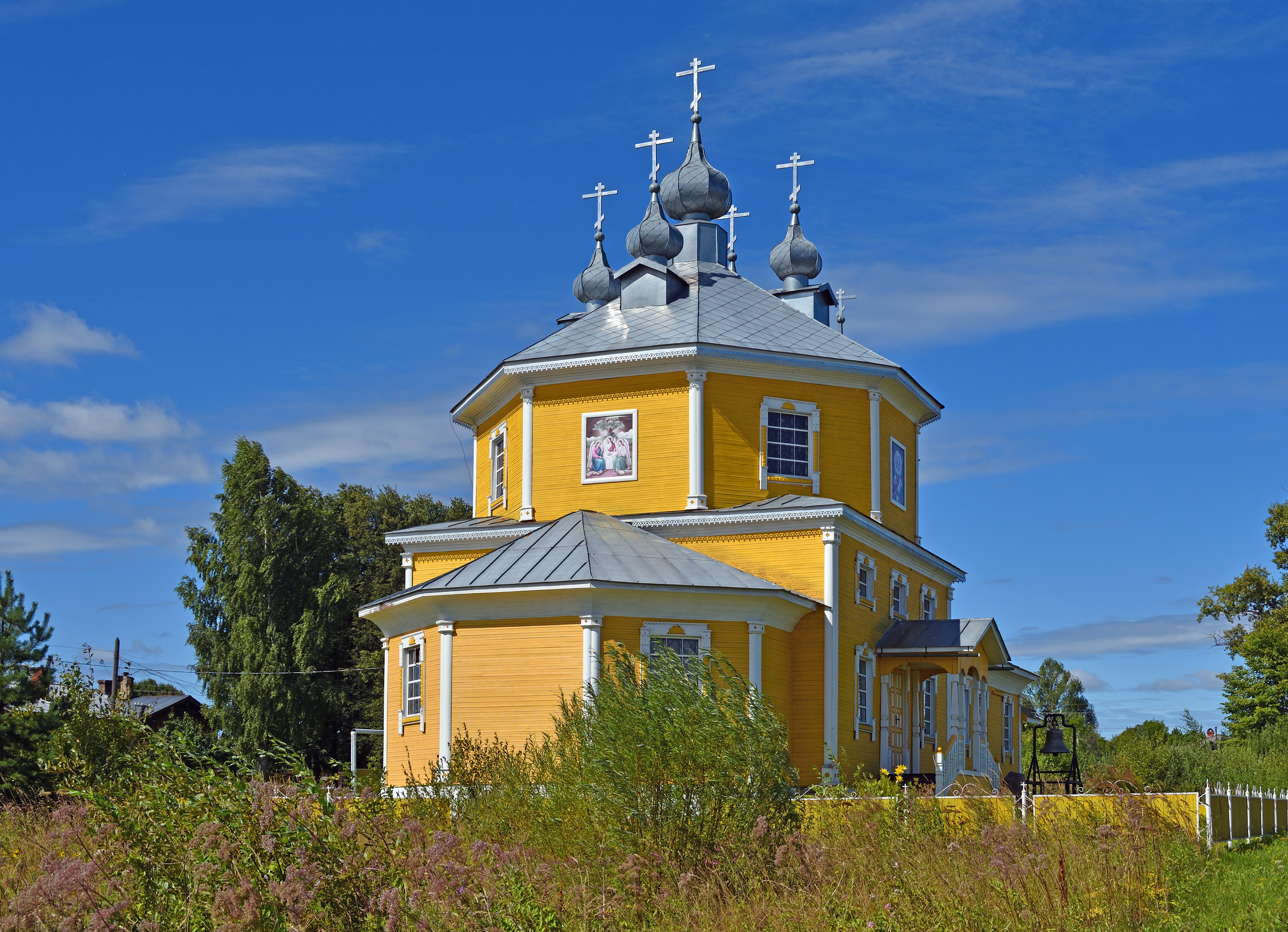
L'église Saint-Nicolas.